# いじわるクイズ時価1万円
『いじわるクイズ時価1万円』（いじわるクイズじかいちまんえん）は、1963年5月19日から1964年8月9日までフジテレビ系列局で放送されていたフジテレビ製作のクイズ番組である。パイロット萬年筆（現・パイロットコーポレーション）の一社提供。放送時間は毎週日曜 18:30 - 19:00 （日本標準時）。

## 概要
出場者は3組。番組は、彼らに意地悪な問題を2問ずつ出して答えさせていた。出場者は1問正解するごとに1万円を獲得できたが、それらはすべて10円玉で手渡された。
3組それぞれへのクイズ計6問を出し終えた後には、出場者全員を対象にしたクイズを出題。このクイズで1位を獲得した者には、時価1万円相当の賞品が贈呈された。
司会はロイ・ジェームスが、アシスタントは前番組『パイロット スター・プレゼント』から引き続き松任谷国子が務めていた。